# Радковський Олег Володимирович
Оле́г Володи́мирович Радко́вський (нар. 22 серпня 1960 село Лиса Гора, Первомайський район, Миколаївська область) — український політик. Народний депутат України. Кандидат технічних наук (з 1987). Член партії ВО «Батьківщина» з 2005 року, голова Одеської обласної організації з 2009 р.

## Освіта
У 1982 році закінчив факультет кріогенної техніки Одеського технологічного інституту холодильної промисловості, а у 1991 році — факультет автоматизації суднового енергетичного устаткування Одеського вищого інженерного морського училища. Кандидатська дисертація «Оптимізація робочих процесів турбокомпресорних холодильно-осушувального устатковання». У 2009 р. закінчив Одеську державну академію будівництва і архітектури (спеціалізація «Промислове та цивільне будівництво»).

## Кар'єра
- Серпень 1982 — грудень 1991 — інженер-механік в Одеському технологічному інституті холодильної промисловості.
- Грудень 1991- начальник відділу маркетинґу кооперативу «Берег»
- 1993- 1997 — генеральний директор ВКФ «Берег- маркет Лтд».
- 1997–2004 — президент украінсько- американського СП «Берег- сервіс».
- 2004 — квітень 2006 — почесний президент холдинґу «Берег- груп».
- Президент благодійного фонду «Рідний берег», Одеса.

## Сім'я
- Українець.
- Батько Володимир Митрофанович (1935–2000) — лікар-хірург, завідувач 2-го хірургічного відділення 2-ї міської клінічної лікарні, Одеса.
- Мати Адольфіна Яківна (1937) — лікар-окуліст, доцент кафедри захворювань очей НДІ імені Філатова, місто Одеса.
- Дружина Наталія Альбертівна (1968) — співачка, викладач музики і співу.
- Має двох дітей.

## Політична діяльність
В 2001 році обраний головою Одеського міського комітета Української морської партії.
2002—2006 рр. — депутат Одеської міської ради.
Народний депутат України 5-го скликання з 25 травня 2006 до 14 червня 2007 від «Блоку Юлії Тимошенко», № 110 в списку. На час виборів: президент місцевого благодійного фонду «Рідний берег» (місто Одеса), член партії ВО «Батьківщина». Член фракції «Блок Юлії Тимошенко» (з 25 травня 2006). Член Комітету з питань транспорту і зв'язку (з 18 липня 2006). 14 червня 2007 достроково припинив свої повноваження під час масового складення мандатів депутатами-опозиціонерами з метою проведення позачергових виборів до Верховної Ради.
Народний депутат України 6-го скликання з 23 листопада 2007 до 12 грудня 2012 від «Блоку Юлії Тимошенко», № 104 в списку. На час виборів: тимчасово не працював, член партії ВО «Батьківщина». Член фракції «Блок Юлії Тимошенко» (з 23 листопада 2007). Член Комітету з питань транспорту і зв'язку (з 26 грудня 2007).
2012—2015 рр. — помічник народного депутата України.
З листопада 2015 року — перший заступник голови Одеської облради VII скликання.

## Наукова діяльність
Автор (співавтор) 30 наукових статей, 5 авторських свідоцтв.

## Замах на життя
4 жовтня 2017 року в центрі Одеси, біля 20:20 на вулиці Грецька, на Олега Радковського було вчинено замах на життя. Він був поранений у руку, ногу та поперек, отримав п'ять кульових поранень.
Станом на 8 жовтня Олега Радковського прооперували у приватному медичному закладі.
Хірурги вилучили з його тіла кулю, яка застрягла поряд з хребтом. Операція пройшла успішно.

## Нагороди
- Орден «Святий князь Володимир» IV ступеня (2000)
- Хрест пошани «За відродження України» II ступеня (2001),
- Срібна Георгіївська медаль «Честь, слава, труд» II ступеня (2001).
- Медаль «За відмінну службу в Прикордонних військах» (2001).